# Liste des anciennes communes du Rhône
Cette page a pour objectif de retracer toutes les modifications communales dans le département du Rhône : les anciennes communes qui ont existé depuis la Révolution française, ainsi que les créations, les modifications officielles de nom, ainsi que les échanges de territoires entre communes.
Le tissu communal montre deux visages dans ce département : des petites communes du Beaujolais, concernées par l'exode rural, à la métropole de Lyon et sa zone péri-urbaine à la démographie bien plus dynamique.
En 1800, le département comptait 292 communes (dans ses limites actuelles). En 2010, il en comptait encore 293. Les lois incitatives aux regroupements n'ont eu que peu d'impact ici, le XIXe siècle voyant même une majorité de créations de nouvelles communes. En revanche, le statut de commune nouvelle de 2010 a davantage été utilisé et même précocement (dès 2012, le département faisant figure de précurseur). Et cette tendance concerne tout à la fois la métropole lyonnaise et sa proximité (Vaugneray, Oullins-Pierre-Bénite) que les pôles urbains plus petits (Belleville-en-Beaujolais, Cours, Thizy-les-Bourgs) ou même l'espace rural (Deux-Grosnes). Aujourd'hui le département compte 266 communes (au 1er janvier 2025).

À noter que le département s'est élargi en plusieurs étapes, dans la plaine en rive gauche du Rhône surtout, dans la banlieue proche de Lyon. Ce sont ainsi 33 communes qui vont ainsi être transférées depuis le département de l'Isère, surtout. (La liste complète apparaît au bas de cette page).

## Fusions
| Nom de la nouvelle commune                         | Communes réunies                                          | Régime                                                         | Date (et nature) de la décision                     | Date d'effet                  |
| -------------------------------------------------- | --------------------------------------------------------- | -------------------------------------------------------------- | --------------------------------------------------- | ----------------------------- |
| Oullins-Pierre-Bénite                              | Oullins                                                   | commune nouvelle (avec communes déléguées)                     | 12 décembre 2023 (Arrêté)                           | 1er janvier 2024              |
| Oullins-Pierre-Bénite                              | Pierre-Bénite                                             | commune nouvelle (avec communes déléguées)                     | 12 décembre 2023 (Arrêté)                           | 1er janvier 2024              |
| Vindry-sur-Turdine                                 | Pontcharra-sur-Turdine                                    | commune nouvelle (avec communes déléguées)                     | 19 décembre 2018 (Arrêté)                           | 1er janvier 2019              |
| Vindry-sur-Turdine                                 | Dareizé                                                   | commune nouvelle (avec communes déléguées)                     | 19 décembre 2018 (Arrêté)                           | 1er janvier 2019              |
| Vindry-sur-Turdine                                 | Les Olmes                                                 | commune nouvelle (avec communes déléguées)                     | 19 décembre 2018 (Arrêté)                           | 1er janvier 2019              |
| Vindry-sur-Turdine                                 | Saint-Loup                                                | commune nouvelle (avec communes déléguées)                     | 19 décembre 2018 (Arrêté)                           | 1er janvier 2019              |
| Belleville-en-Beaujolais                           | Belleville                                                | commune nouvelle (avec communes déléguées)                     | 2 novembre 2018 (Arrêté)                            | 1er janvier 2019              |
| Belleville-en-Beaujolais                           | Saint-Jean-d'Ardières                                     | commune nouvelle (avec communes déléguées)                     | 2 novembre 2018 (Arrêté)                            | 1er janvier 2019              |
| Deux-Grosnes                                       | Monsols                                                   | commune nouvelle (avec communes déléguées)                     | 29 octobre 2018 (Arrêté) 20 décembre 2018 (Arrêté)  | 1er janvier 2019              |
| Deux-Grosnes                                       | Avenas                                                    | commune nouvelle (avec communes déléguées)                     | 29 octobre 2018 (Arrêté) 20 décembre 2018 (Arrêté)  | 1er janvier 2019              |
| Deux-Grosnes                                       | Ouroux                                                    | commune nouvelle (avec communes déléguées)                     | 29 octobre 2018 (Arrêté) 20 décembre 2018 (Arrêté)  | 1er janvier 2019              |
| Deux-Grosnes                                       | Saint-Christophe                                          | commune nouvelle (avec communes déléguées)                     | 29 octobre 2018 (Arrêté) 20 décembre 2018 (Arrêté)  | 1er janvier 2019              |
| Deux-Grosnes                                       | Saint-Jacques-des-Arrêts                                  | commune nouvelle (avec communes déléguées)                     | 29 octobre 2018 (Arrêté) 20 décembre 2018 (Arrêté)  | 1er janvier 2019              |
| Deux-Grosnes                                       | Saint-Mamert                                              | commune nouvelle (avec communes déléguées)                     | 29 octobre 2018 (Arrêté) 20 décembre 2018 (Arrêté)  | 1er janvier 2019              |
| Deux-Grosnes                                       | Trades                                                    | commune nouvelle (avec communes déléguées)                     | 29 octobre 2018 (Arrêté) 20 décembre 2018 (Arrêté)  | 1er janvier 2019              |
| Porte des Pierres Dorées,                          | Porte des Pierres Dorées                                  | commune nouvelle (avec 3 communes déléguées)                   | 28 septembre 2018 (Arrêté)                          | 1er janvier 2019              |
| Porte des Pierres Dorées,                          | Jarnioux                                                  | commune nouvelle (avec 3 communes déléguées)                   | 28 septembre 2018 (Arrêté)                          | 1er janvier 2019              |
| Beauvallon                                         | Saint-Andéol-le-Château                                   | commune nouvelle (avec communes déléguées)                     | 12 décembre 2017 (Arrêté)                           | 1er janvier 2018              |
| Beauvallon                                         | Chassagny                                                 | commune nouvelle (avec communes déléguées)                     | 12 décembre 2017 (Arrêté)                           | 1er janvier 2018              |
| Beauvallon                                         | Saint-Jean-de-Touslas                                     | commune nouvelle (avec communes déléguées)                     | 12 décembre 2017 (Arrêté)                           | 1er janvier 2018              |
| Chabanière                                         | Saint-Maurice-sur-Dargoire                                | commune nouvelle (avec communes déléguées)                     | 5 octobre 2016 (Arrêté)                             | 1er janvier 2017              |
| Chabanière                                         | Saint-Didier-sous-Riverie                                 | commune nouvelle (avec communes déléguées)                     | 5 octobre 2016 (Arrêté)                             | 1er janvier 2017              |
| Chabanière                                         | Saint-Sorlin                                              | commune nouvelle (avec communes déléguées)                     | 5 octobre 2016 (Arrêté)                             | 1er janvier 2017              |
| Porte des Pierres Dorées,                          | Pouilly-le-Monial                                         | commune nouvelle (avec communes déléguées)                     | 22 septembre 2016 (Arrêté)                          | 1er janvier 2017              |
| Porte des Pierres Dorées,                          | Liergues                                                  | commune nouvelle (avec communes déléguées)                     | 22 septembre 2016 (Arrêté)                          | 1er janvier 2017              |
| Val d'Oingt                                        | Le Bois-d'Oingt                                           | commune nouvelle (avec communes déléguées)                     | 22 septembre 2016 (Arrêté)                          | 1er janvier 2017              |
| Val d'Oingt                                        | Oingt                                                     | commune nouvelle (avec communes déléguées)                     | 22 septembre 2016 (Arrêté)                          | 1er janvier 2017              |
| Val d'Oingt                                        | Saint-Laurent-d'Oingt                                     | commune nouvelle (avec communes déléguées)                     | 22 septembre 2016 (Arrêté)                          | 1er janvier 2017              |
| Cours                                              | Cours-la-Ville                                            | commune nouvelle (avec communes déléguées)                     | 18 novembre 2015 (Arrêté)                           | 1er janvier 2016              |
| Cours                                              | Pont-Trambouze                                            | commune nouvelle (avec communes déléguées)                     | 18 novembre 2015 (Arrêté)                           | 1er janvier 2016              |
| Cours                                              | Thel                                                      | commune nouvelle (avec communes déléguées)                     | 18 novembre 2015 (Arrêté)                           | 1er janvier 2016              |
| Vaugneray                                          | Vaugneray                                                 | commune nouvelle (SANS communes déléguées depuis le 15-3-2020) | 9 octobre 2014 (Arrêté)                             | 1er janvier 2015              |
| Vaugneray                                          | Saint-Laurent-de-Vaux                                     | commune nouvelle (SANS communes déléguées depuis le 15-3-2020) | 9 octobre 2014 (Arrêté)                             | 1er janvier 2015              |
| Saint-Germain-Nuelles                              | Saint-Germain-sur-l'Arbresle                              | commune nouvelle (avec communes déléguées)                     | 12 novembre 2012 (Arrêté)                           | 1er janvier 2013              |
| Saint-Germain-Nuelles                              | Nuelles                                                   | commune nouvelle (avec communes déléguées)                     | 12 novembre 2012 (Arrêté)                           | 1er janvier 2013              |
| Thizy-les-Bourgs                                   | Thizy                                                     | commune nouvelle (avec communes déléguées)                     | 27 septembre 2012 (Arrêté) 29 octobre 2012 (Arrêté) | 1er janvier 2013              |
| Thizy-les-Bourgs                                   | Bourg-de-Thizy                                            | commune nouvelle (avec communes déléguées)                     | 27 septembre 2012 (Arrêté) 29 octobre 2012 (Arrêté) | 1er janvier 2013              |
| Thizy-les-Bourgs                                   | La Chapelle-de-Mardore                                    | commune nouvelle (avec communes déléguées)                     | 27 septembre 2012 (Arrêté) 29 octobre 2012 (Arrêté) | 1er janvier 2013              |
| Thizy-les-Bourgs                                   | Mardore                                                   | commune nouvelle (avec communes déléguées)                     | 27 septembre 2012 (Arrêté) 29 octobre 2012 (Arrêté) | 1er janvier 2013              |
| Thizy-les-Bourgs                                   | Marnand                                                   | commune nouvelle (avec communes déléguées)                     | 27 septembre 2012 (Arrêté) 29 octobre 2012 (Arrêté) | 1er janvier 2013              |
| Salles-Arbuissonnas-en-Beaujolais                  | Salles                                                    | fusion simple                                                  | 29 décembre 1975 (Arrêté)                           | 1er janvier 1976              |
| Salles-Arbuissonnas-en-Beaujolais                  | Arbuissonnas                                              | fusion simple                                                  | 29 décembre 1975 (Arrêté)                           | 1er janvier 1976              |
| Cours-la-Ville                                     | Cours                                                     | fusion association (jusqu'en 2016)                             | 26 février 1974 (Arrêté)                            | 1er mars 1974                 |
| Cours-la-Ville                                     | La Ville                                                  | fusion association (jusqu'en 2016)                             | 26 février 1974 (Arrêté)                            | 1er mars 1974                 |
| Rillieux-la-Pape                                   | Rillieux                                                  | fusion simple                                                  | 24 novembre 1972 (Arrêté)                           | 15 décembre 1972              |
| Rillieux-la-Pape                                   | Crépieux-la-Pape                                          | fusion simple                                                  | 24 novembre 1972 (Arrêté)                           | 15 décembre 1972              |
| Régnié-Durette                                     | Régnié                                                    | fusion simple                                                  | 23 novembre 1972 (Arrêté)                           | 1er janvier 1973              |
| Régnié-Durette                                     | Durette                                                   | fusion simple                                                  | 23 novembre 1972 (Arrêté)                           | 1er janvier 1973              |
| Givors                                             | Givors                                                    | fusion                                                         | 31 décembre 1964 (Arrêté)                           | 1er janvier 1965              |
| Givors                                             | Saint-Martin-de-Cornas                                    | fusion                                                         | 31 décembre 1964 (Arrêté)                           | 1er janvier 1965              |
| Lyon                                               | Lyon                                                      | fusion                                                         | 1er août 1963 (Décret)                              | 7 août 1963                   |
| Lyon                                               | Saint-Rambert-l'Île-Barbe                                 | fusion                                                         | 1er août 1963 (Décret)                              | 7 août 1963                   |
| Villefranche-sur-Saône                             | Villefranche-sur-Saône                                    | fusion                                                         | 23 avril 1853 (Loi)                                 | 23 avril 1853 (Loi)           |
| Villefranche-sur-Saône                             | Béligny                                                   | fusion                                                         | 23 avril 1853 (Loi)                                 | 23 avril 1853 (Loi)           |
| Villefranche-sur-Saône                             | Ouilly (une partie)                                       | fusion                                                         | 23 avril 1853 (Loi)                                 | 23 avril 1853 (Loi)           |
| Arnas                                              | Arnas                                                     | fusion                                                         | 23 avril 1853 (Loi)                                 | 23 avril 1853 (Loi)           |
| Arnas                                              | Ouilly (une partie)                                       | fusion                                                         | 23 avril 1853 (Loi)                                 | 23 avril 1853 (Loi)           |
| Gleizé                                             | Gleizé                                                    | fusion                                                         | 23 avril 1853 (Loi)                                 | 23 avril 1853 (Loi)           |
| Gleizé                                             | Ouilly (une partie)                                       | fusion                                                         | 23 avril 1853 (Loi)                                 | 23 avril 1853 (Loi)           |
| Lyon                                               | Lyon                                                      | fusion                                                         | 24 mars 1852 (Décret)                               | 24 mars 1852 (Décret)         |
| Lyon                                               | La Croix-Rousse                                           | fusion                                                         | 24 mars 1852 (Décret)                               | 24 mars 1852 (Décret)         |
| Lyon                                               | La Guillotière                                            | fusion                                                         | 24 mars 1852 (Décret)                               | 24 mars 1852 (Décret)         |
| Lyon                                               | Vaise                                                     | fusion                                                         | 24 mars 1852 (Décret)                               | 24 mars 1852 (Décret)         |
| La Croix-Rousse                                    | La Croix-Rousse                                           | fusion                                                         | 26 novembre 1834 (Ordonnance)                       | 26 novembre 1834 (Ordonnance) |
| La Croix-Rousse                                    | Saint-Clair                                               | fusion                                                         | 26 novembre 1834 (Ordonnance)                       | 26 novembre 1834 (Ordonnance) |
| La Croix-Rousse                                    | Serin                                                     | fusion                                                         | 26 novembre 1834 (Ordonnance)                       | 26 novembre 1834 (Ordonnance) |
| Beaujeu                                            | Beaujeu                                                   | fusion                                                         | 12 juin 1833 (Ordonnance)                           | 12 juin 1833 (Ordonnance)     |
| Beaujeu                                            | Les Étoux                                                 | fusion                                                         | 12 juin 1833 (Ordonnance)                           | 12 juin 1833 (Ordonnance)     |
| Larajasse                                          | Larajasse                                                 | fusion                                                         | 5 février 1814 (Décret)                             | 5 février 1814 (Décret)       |
| Larajasse                                          | L'Aubépin                                                 | fusion                                                         | 5 février 1814 (Décret)                             | 5 février 1814 (Décret)       |
| Saint-Martin-en-Haut                               | Saint-Martin-en-Haut                                      | fusion                                                         | 5 février 1814 (Décret)                             | 5 février 1814 (Décret)       |
| Saint-Martin-en-Haut                               | Rochefort                                                 | fusion                                                         | 5 février 1814 (Décret)                             | 5 février 1814 (Décret)       |
| Denicé                                             | Denicé                                                    | fusion                                                         | 16 juillet 1810 (Décret)                            | 16 juillet 1810 (Décret)      |
| Denicé                                             | Pouilly-le-Châtel                                         | fusion                                                         | 16 juillet 1810 (Décret)                            | 16 juillet 1810 (Décret)      |
| Marcy-Lachassagne                                  | Lachassagne (commune rétablie en 1842)                    | fusion                                                         | 20 septembre 1809 (Décret)                          | 20 septembre 1809 (Décret)    |
| Marcy-Lachassagne                                  | Marcy-sur-Anse (commune rétablie en 1842)                 | fusion                                                         | 20 septembre 1809 (Décret)                          | 20 septembre 1809 (Décret)    |
| Marcy-Lachassagne                                  | Saint-Cyprien-sur-Anse (transférée à Lachassagne en 1842) | fusion                                                         | 20 septembre 1809 (Décret)                          | 20 septembre 1809 (Décret)    |
| Gleizé                                             | Gleizé                                                    | fusion                                                         | 30 janvier 1809 (Décret)                            | 30 janvier 1809 (Décret)      |
| Gleizé                                             | Chervinges                                                | fusion                                                         | 30 janvier 1809 (Décret)                            | 30 janvier 1809 (Décret)      |
| Montmelas-Saint-Sorlin                             | Montmelas                                                 | fusion                                                         | 21 décembre 1808 (Décret)                           | 21 décembre 1808 (Décret)     |
| Montmelas-Saint-Sorlin                             | Saint-Sorlin-le-Puy                                       | fusion                                                         | 21 décembre 1808 (Décret)                           | 21 décembre 1808 (Décret)     |
| Sainte-Colombe                                     | Sainte-Colombe                                            | fusion                                                         | 1801                                                | 1801                          |
| Sainte-Colombe                                     | Saint-Cyr-sur-le-Rhône (commune rétablie en 1813)         | fusion                                                         | 1801                                                | 1801                          |
| Colombier-Saugnieu (alors, département de l'Isère) | Colombier                                                 | fusion                                                         | 1795-1800                                           | 1795-1800                     |
| Colombier-Saugnieu (alors, département de l'Isère) | Saugnieu                                                  | fusion                                                         | 1795-1800                                           | 1795-1800                     |
| Affoux                                             | Affoux                                                    | fusion                                                         | 1790-1794                                           | 1790-1794                     |
| Affoux                                             | Rozerette                                                 | fusion                                                         | 1790-1794                                           | 1790-1794                     |
| Caluire-et-Cuire                                   | Caluire                                                   | fusion                                                         | 1790-1794                                           | 1790-1794                     |
| Caluire-et-Cuire                                   | partie nord de Cuire-la-Croix-Rousse                      | fusion                                                         | 1790-1794                                           | 1790-1794                     |
| Chambost-Allières                                  | Chambost-sur-Chamelet                                     | fusion                                                         | 1790-1794                                           | 1790-1794                     |
| Chambost-Allières                                  | Allières                                                  | fusion                                                         | 1790-1794                                           | 1790-1794                     |
| Décines-Charpieux (alors, département de l'Isère)  | Décines                                                   |                                                                | 1790-1794                                           | 1790-1794                     |
| Décines-Charpieux (alors, département de l'Isère)  | Charpieux                                                 |                                                                | 1790-1794                                           | 1790-1794                     |
| Givors                                             | Givors                                                    | fusion                                                         | 1790-1794                                           | 1790-1794                     |
| Givors                                             | Bans                                                      | fusion                                                         | 1790-1794                                           | 1790-1794                     |
| Limonest                                           | Limonest                                                  | fusion                                                         | 1790-1794                                           | 1790-1794                     |
| Limonest                                           | Saint-André-du-Coin                                       | fusion                                                         | 1790-1794                                           | 1790-1794                     |
| Tupin-et-Semons                                    | Tupin                                                     | fusion                                                         | 1790-1794                                           | 1790-1794                     |
| Tupin-et-Semons                                    | Semons                                                    | fusion                                                         | 1790-1794                                           | 1790-1794                     |

## Créations et rétablissements
| Nouvelle commune                                      | Commune affectée                                                  | Mode de création              | Date (et nature) de la décision |
| ----------------------------------------------------- | ----------------------------------------------------------------- | ----------------------------- | ------------------------------- |
| Crépieux-la-Pape (alors dans le département de l'Ain) | Rillieux (alors dans le département de l'Ain)                     | Démembrement                  | 12 avril 1927 (Loi)             |
| Sathonay-Camp (alors dans le département de l'Ain)    | Sathonay (alors dans le département de l'Ain) (commune supprimée) | Démembrement et suppression   | 4 avril 1908 (Loi)              |
| Sathonay-Village (alors dans le département de l'Ain) | Sathonay (alors dans le département de l'Ain) (commune supprimée) | Démembrement et suppression   | 4 avril 1908 (Loi)              |
| Champagne-au-Mont-d'Or                                | Saint-Didier-au-Mont-d'Or                                         | Démembrement                  | 30 décembre 1900 (Loi)          |
| Le Perréon                                            | Vaux                                                              | Démembrement                  | 17 novembre 1890 (Loi)          |
| Saint-Fons                                            | Vénissieux                                                        | Démembrement                  | 26 mars 1888 (Loi)              |
| Pont-Trambouze                                        | Bourg-de-Thizy                                                    | Démembrement                  | 15 avril 1886 (Loi)             |
| Pont-Trambouze                                        | Mardore                                                           | Démembrement                  | 15 avril 1886 (Loi)             |
| Pont-Trambouze                                        | Cours                                                             | Démembrement                  | 15 avril 1886 (Loi)             |
| La Mulatière                                          | Sainte-Foy-lès-Lyon                                               | Démembrement                  | 26 juin 1885 (Loi)              |
| Marcy-l'Étoile                                        | Sainte-Consorce-et-Marcy-les-Loups (commune supprimée)            | Démembrement et suppression   | 5 juin 1872 (Arrêté)            |
| Sainte-Consorce                                       | Sainte-Consorce-et-Marcy-les-Loups (commune supprimée)            | Démembrement et suppression   | 5 juin 1872 (Arrêté)            |
| Pierre-Bénite                                         | Oullins                                                           | Démembrement                  | 24 avril 1869 (Décret)          |
| Jarnioux                                              | Ville-sur-Jarnioux                                                | Démembrement                  | 25 janvier 1869 (Arrêté)        |
| Saint-Clément-de-Vers                                 | Saint-Igny-de-Vers                                                | Démembrement                  | 13 juin 1868 (Loi)              |
| Saint-Clément-de-Vers                                 | Saint-Germain-la-Montagne (département de la Loire)               | Démembrement                  | 13 juin 1868 (Loi)              |
| Saint-Étienne-des-Oullières                           | Saint-Étienne-la-Varenne                                          | Démembrement                  | 27 septembre 1867 (Arrêté)      |
| La Ville                                              | Cours                                                             | Démembrement                  | 17 mai 1865 (Loi)               |
| Corbas (alors dans le département de l'Isère)         | Marennes (alors dans le département de l'Isère)                   | Démembrement                  | 28 juin 1860 (Loi)              |
| Fontaines-sur-Saône                                   | Fontaines-Saint-Martin                                            | Démembrement                  | 25 juin 1850 (Loi)              |
| Longes                                                | Longes-et-Trèves (commune supprimée)                              | Démembrement et suppression   | 24 octobre 1849 (Loi)           |
| Trèves                                                | Longes-et-Trèves (commune supprimée)                              | Démembrement et suppression   | 24 octobre 1849 (Loi)           |
| Meaux                                                 | Cublize                                                           | Démembrement                  | 19 juillet 1844 (Loi)           |
| Meaux                                                 | Grandris                                                          | Démembrement                  | 19 juillet 1844 (Loi)           |
| Meaux                                                 | Saint-Bonnet-le-Troncy                                            | Démembrement                  | 19 juillet 1844 (Loi)           |
| Meaux                                                 | Saint-Vincent-de-Reins                                            | Démembrement                  | 19 juillet 1844 (Loi)           |
| Marcy                                                 | Marcy-Lachassagne (commune supprimée)                             | Rétablissement et suppression | 27 juin 1842 (Ordonnance)       |
| Lachassagne                                           | Marcy-Lachassagne (commune supprimée)                             | Rétablissement et suppression | 27 juin 1842 (Ordonnance)       |
| Pontcharra                                            | Saint-Loup                                                        | Démembrement                  | 7 septembre 1840 (Ordonnance)   |
| Craponne                                              | Grézieu-la-Varenne                                                | Démembrement                  | 15 février 1836 (Ordonnance)    |
| Saint-Clair                                           | La Croix-Rousse                                                   | Démembrement                  | 26 octobre 1832 (Ordonnance)    |
| Serin                                                 | La Croix-Rousse                                                   | Démembrement                  | 26 octobre 1832 (Ordonnance)    |
| Saint-Cyr-sur-le-Rhône                                | Sainte-Colombe                                                    | Rétablissement                | 31 janvier 1813 (Décret)        |
| Les Chères                                            | Chasselay                                                         | Démembrement                  | 1803                            |
| Chervinges                                            | Limas                                                             | Démembrement                  | 1801                            |
| Cailloux-sur-Fontaines                                | Fontaines-Saint-Martin                                            | Démembrement                  | 1793                            |

## Modifications de nom officiel
| Ancien nom               | Nouveau nom               | Date (et nature) de la décision |
| ------------------------ | ------------------------- | ------------------------------- |
| Grigny                   | Grigny-sur-Rhône          | 8 août 2024 (Décret)            |
| Belmont                  | Belmont-d'Azergues        | 16 novembre 1998 (Décret)       |
| Loire                    | Loire-sur-Rhône           | 26 décembre 1968 (Décret)       |
| Rochetaillée             | Rochetaillée-sur-Saône    | 5 janvier 1965 (Décret)         |
| Albigny                  | Albigny-sur-Saône         | 2 mars 1962 (Décret)            |
| Chazay                   | Chazay-d'Azergues         | 2 mars 1962 (Décret)            |
| Curis                    | Curis-au-Mont-d'Or        | 16 août 1955 (Décret)           |
| Poule                    | Poule-les-Écharmeaux      | 15 juin 1954 (Décret)           |
| Corcelles                | Corcelles-en-Beaujolais   | 16 octobre 1942 (Décret)        |
| Rivollet                 | Rivolet                   | 12 mai 1938 (Décret)            |
| Meaux                    | Meaux-la-Montagne         | 21 novembre 1937 (Décret)       |
| Quincié                  | Quincié-en-Beaujolais     | 11 août 1937 (Décret)           |
| Sourcieux-sur-l'Arbresle | Sourcieux-les-Mines       | 31 octobre 1930 (Décret)        |
| Vaux                     | Vaux-en-Beaujolais        | 20 janvier 1928 (Décret)        |
| Poleymieux               | Poleymieux-au-Mont-d'Or   | 20 janvier 1923 (Décret)        |
| Charbonnières            | Charbonnières-les-Bains   | 13 décembre 1897 (Décret)       |
| Couzon                   | Couzon-au-Mont-d'Or       | 18 septembre 1897 (Décret)      |
| Collonges                | Collonges-au-Mont-d'Or    | 5 janvier 1893 (Décret)         |
| Lamure                   | Lamure-sur-Azergues       | 3 décembre 1892 (Décret)        |
| Pontcharra               | Pontcharra-sur-Turdine    | 22 janvier 1890 (Décret)        |
| Tassin                   | Tassin-la-Demi-Lune       | 27 novembre 1882 (Décret)       |
| Saint-Romain-de-Couzon   | Saint-Romain-au-Mont-d'Or | 31 octobre 1879 (Décret)        |
| Villié                   | Villié-Morgon             | 24 avril 1867 (Décret)          |

## Modifications de limites communales
Le plus souvent, les modifications des limites communales décidées par arrêtés préfectoraux ne sont pas répertoriées dans le Journal officiel ni dans le Bulletin officiel.
| La commune de ... | ... cède du territoire à la commune de ...                                                                                      | précisions                                                                                   | Date (et nature) de la décision                 |
| --- | --- | -------------------------------------------------------------------------------------------- | ----------------------------------------------- |
| Neyron (département de l'Ain) Rillieux-la-Pape                                                                                  | Rillieux-la-Pape Neyron (département de l'Ain)                                                                                  |                                                                                              | 23 juillet 1998 (Décret)                        |
| Rillieux-la-Pape | Sathonay-Camp | 239 habitants                                                                                | 31 décembre 1982 (Arrêté) 11 mars 1983 (Arrêté) |
| Villefranche-sur-Saône Gleizé                                                                                                   | Gleizé Villefranche-sur-Saône                                                                                                   |                                                                                              | 28 mai 1970 (Décret)                            |
| Écully | Champagne-au-Mont-d'Or | 56 habitants                                                                                 | 21 mai 1969 (Arrêté)                            |
| Colombier-Saugnieu (alors, département de l'Isère)                                                                              | Saint-Bonnet-de-Mure |                                                                                              | 29 décembre 1967 (Loi)                          |
| Satolas-et-Bonce (département de l'Isère)                                                                                       | Saint-Laurent-de-Mure |                                                                                              | 29 décembre 1967 (Loi)                          |
| Montanay | Mionnay (département de l'Ain)                                                                                                  |                                                                                              | 29 décembre 1967 (Loi)                          |
| Neyron (département de l'Ain)                                                                                                   | Rillieux |                                                                                              | 29 décembre 1967 (Loi)                          |
| Miribel (département de l'Ain)                                                                                                  | Rillieux |                                                                                              | 29 décembre 1967 (Loi)                          |
| Échalas | Givors | 72 habitants                                                                                 | 10 décembre 1965 (Arrêté)                       |
| Lyon | Tassin-la-Demi-Lune | Superficie de 2 a 89 ca                                                                      | 14 octobre 1965 (Décret)                        |
| Tassin-la-Demi-Lune | Lyon | Superficie de 3 a 45 ca                                                                      | 14 octobre 1965 (Décret)                        |
| La Mulatière Oullins | Oullins La Mulatière |                                                                                              | 17 août 1965 (Arrêté)                           |
| Saint-Jean-d'Ardières Saint-Lager                                                                                               | Saint-Lager Saint-Jean-d'Ardières                                                                                               |                                                                                              | 4 septembre 1961 (Arrêté)                       |
| Saint-Loup | Tarare | Axe de la rivière la Turdine et du ruisseau de Goutte-Vignole Superficie de 15 ha 34 a 82 ca | 4 septembre 1959 (Arrêté)                       |
| Champagne-au-Mont-d'Or | Lyon | 107 habitants Superficie de 24 ha 12 a 62 ca                                                 | 19 février 1959 (Décret)                        |
| Écully | Lyon | 11 habitants Superficie de 16 ha 42 a 35 ca                                                  | 19 février 1959 (Décret)                        |
| Durette | Régnié | Superficie de 57 a                                                                           | 15 décembre 1958 (Arrêté)                       |
| Oullins | La Mulatière | Lieu-dit Les Chassagnes Superficie de 21 a 20 ca                                             | 30 décembre 1955 (Arrêté)                       |
| Saint-Cyr-au-Mont-d'Or | Saint-Rambert-l'Île-Barbe |                                                                                              | 17 juin 1955 (Arrêté)                           |
| Collonges-au-Mont-d'Or Saint-Cyr-au-Mont-d'Or                                                                                   | Saint-Cyr-au-Mont-d'Or Collonges-au-Mont-d'Or                                                                                   | Lieux-dits : la Chaux et Trèves-Pâques                                                       | 30 décembre 1954 (Arrêté)                       |
| Meyzieu (alors, département de l'Isère) Décines-Charpieu (alors, département de l'Isère) Jonage (alors, département de l'Isère) | Jonage (alors, département de l'Isère) Meyzieu (alors, département de l'Isère) Décines-Charpieu (alors, département de l'Isère) |                                                                                              | 28 décembre 1953 (Arrêté)                       |
| Limas | Villefranche | Superficie de 7 ha 31 a 75 ca                                                                | 17 avril 1953 (Décret)                          |
| Gleizé | Villefranche | Superficie de 17 ha 34 a 56 ca                                                               | 17 avril 1953 (Décret)                          |
| Sourcieux-les-Mines Saint-Pierre-la-Palud                                                                                       | Saint-Pierre-la-Palud Sourcieux-les-Mines                                                                                       |                                                                                              | 27 mai 1952 (Arrêté)                            |
| Oullins Sainte-Foy-lès-Lyon | Sainte-Foy-lès-Lyon Oullins |                                                                                              | 22 mai 1951 (Arrêté)                            |
| L'Arbresle Éveux | Éveux L'Arbresle |                                                                                              | 30 octobre 1950 (Arrêté)                        |
| Larajasse Coise | Coise Larajasse |                                                                                              | 30 juillet 1949 (Arrêté)                        |
| Pomeys Saint-Symphorien-sur-Coise                                                                                               | Saint-Symphorien-sur-Coise Pomeys                                                                                               |                                                                                              | 28 mai 1948 (Arrêté)                            |
| Solaize | Feyzin | Hameau des Bazes                                                                             | 20 avril 1926 (Décret)                          |
| Caluire-et-Cuire | Lyon | Section où est édifié l'hôpital d'isolement de la Croix-Rousse                               | 18 décembre 1913 (Loi)                          |
| Sainte-Foy-lès-Lyon | Lyon | Section où est édifiée une partie de l'hospice Debrousse                                     | 18 décembre 1913 (Loi)                          |
| Villeurbanne | Lyon | Limite fixée au pied du talus ouest du chemin de fer de Lyon à Genève                        | 17 décembre 1894 (Loi)                          |
| Marennes | Chaponnay | Hameau de la Cornas                                                                          | 5 avril 1884 (Décret)                           |
| Écully | Tassin | Portion de section de la Demi-Lune                                                           | 3 janvier 1881 (Loi)                            |
| Saint-Romain-en-Gal | Loire | Hameau de Basse-Moussière                                                                    | 24 juin 1856 (Loi)                              |
| Sourcieux Saint-Pierre-la-Palud Savigny                                                                                         | Sain-Bel |                                                                                              | 5 mai 1855 (Loi)                                |
| Loire | Les Hayes | Hameau de Lansola                                                                            | 14 mai 1853 (Loi)                               |
| Gleizé Limas | Villefranche |                                                                                              | 23 avril 1853 (Loi)                             |
| Vaugneray | Yzeron | Section de Saint-Clair ou de la Montagne                                                     | 9 juillet 1852 (Loi)                            |
| Marnand | Thizy |                                                                                              | 22 juillet 1843 (Loi)                           |
| Panissières (département de la Loire) Chambost                                                                                  | Chambost Panissières (département de la Loire)                                                                                  |                                                                                              | 19 décembre 1831 (Loi)                          |

## Communes associées
Liste des communes ayant ou ayant eu, à la suite d'une fusion, le statut de commune associée.
| Nom de la commune | Code INSEE | Fusion-association                    | Fusion-association | Fusion-association | Fusion-association | Fusion-association                       |
| Nom de la commune | Code INSEE | date de la décision                   | date d'effet       | fin                | commune absorbante | nom de la commune résultant de la fusion |
| ----------------- | ---------- | ------------------------------------- | ------------------ | ------------------ | ------------------ | ---------------------------------------- |
| La Ville          | 69262      | arrêté préfectoral du 26 février 1974 | 1er mars 1974      | 1er janvier 2005   | Cours              | Cours-la-Ville                           |

## Création de la métropole de Lyon
Liste des 59 communes du département du Rhône situées sur le territoire de la métropole de Lyon à la suite de la création de celle-ci le 1er janvier 2015.
| Nom                        | Code Insee | Gentilé          | Superficie (km2) | Population (dernière pop. légale) | Densité (hab./km2) |
| -------------------------- | ---------- | ---------------- | ---------------- | --------------------------------- | ------------------ |
| Lyon (siège)               | 69123      | Lyonnais         | 47,87            | 520 774 (2022)                    | 10 879             |
| Albigny-sur-Saône          | 69003      | Albignolais      | 2,57             | 3 013 (2022)                      | 1 172              |
| Bron                       | 69029      | Brondillants     | 10,3             | 42 850 (2022)                     | 4 160              |
| Cailloux-sur-Fontaines     | 69033      | Cailloutains     | 8,69             | 2 951 (2022)                      | 340                |
| Caluire-et-Cuire           | 69034      | Caluirards       | 10,45            | 43 479 (2022)                     | 4 161              |
| Champagne-au-Mont-d'Or     | 69040      | Champenois       | 2,59             | 6 124 (2022)                      | 2 364              |
| Charbonnières-les-Bains    | 69044      | Charbonnois      | 4,13             | 5 272 (2022)                      | 1 277              |
| Charly                     | 69046      | Charlyrots       | 5,09             | 4 670 (2022)                      | 917                |
| Chassieu                   | 69271      | Chasselands      | 11,57            | 11 214 (2022)                     | 969                |
| Collonges-au-Mont-d'Or     | 69063      | Collongeards     | 3,78             | 4 604 (2022)                      | 1 218              |
| Corbas                     | 69273      | Corbasiens       | 11,88            | 11 196 (2022)                     | 942                |
| Couzon-au-Mont-d'Or        | 69068      | Couzonnais       | 3,11             | 2 541 (2022)                      | 817                |
| Craponne                   | 69069      | Craponnois       | 4,62             | 12 170 (2022)                     | 2 634              |
| Curis-au-Mont-d'Or         | 69071      | Curissois        | 3,03             | 1 186 (2022)                      | 391                |
| Dardilly                   | 69072      | Dardillois       | 13,99            | 8 980 (2022)                      | 642                |
| Décines-Charpieu           | 69275      | Décinois         | 17,01            | 29 905 (2022)                     | 1 758              |
| Écully                     | 69081      | Écullois         | 8,45             | 18 019 (2022)                     | 2 132              |
| Feyzin                     | 69276      | Feyzinois        | 9,64             | 9 727 (2022)                      | 1 009              |
| Fleurieu-sur-Saône         | 69085      | Fleurentins      | 2,91             | 1 549 (2022)                      | 532                |
| Fontaines-Saint-Martin     | 69087      | Saint-Martinois  | 2,74             | 3 070 (2022)                      | 1 120              |
| Fontaines-sur-Saône        | 69088      | Fontainois       | 2,32             | 7 005 (2022)                      | 3 019              |
| Francheville               | 69089      | Franchevillois   | 8,18             | 15 664 (2022)                     | 1 915              |
| Genay                      | 69278      | Ganathains       | 8,49             | 5 632 (2022)                      | 663                |
| Givors                     | 69091      | Givordins        | 17,34            | 20 943 (2022)                     | 1 208              |
| Grigny-sur-Rhône           | 69096      | Grignerots       | 5,75             | 9 941 (2022)                      | 1 729              |
| Irigny                     | 69100      | Irignois         | 8,84             | 8 909 (2022)                      | 1 008              |
| Jonage                     | 69279      | Jonageois        | 12,11            | 6 109 (2022)                      | 504                |
| Limonest                   | 69116      | Limonois         | 8,39             | 3 933 (2022)                      | 469                |
| Lissieu                    | 69117      | Lissilois        | 5,66             | 3 193 (2022)                      | 564                |
| Marcy-l'Étoile             | 69127      | Marcyllois       | 5,37             | 3 711 (2022)                      | 691                |
| Meyzieu                    | 69282      | Majolans         | 23,01            | 36 437 (2022)                     | 1 584              |
| Mions                      | 69283      | Miolands         | 11,57            | 13 716 (2022)                     | 1 185              |
| Montanay                   | 69284      | Montanois        | 7,16             | 3 270 (2022)                      | 457                |
| La Mulatière               | 69142      | Mulatins         | 1,82             | 6 554 (2022)                      | 3 601              |
| Neuville-sur-Saône         | 69143      | Neuvillois       | 5,47             | 7 807 (2022)                      | 1 427              |
| Oullins                    | 69149      | Oullinois        | 4,4              | 27 113 (2021)                     | 6 162              |
| Pierre-Bénite              | 69152      | Pierre-Bénitains | 4,48             | 10 515 (2021)                     | 2 347              |
| Poleymieux-au-Mont-d'Or    | 69153      | Poleymoriots     | 6,21             | 1 394 (2022)                      | 224                |
| Quincieux                  | 69163      | Quincerots       | 17,72            | 3 620 (2022)                      | 204                |
| Rillieux-la-Pape           | 69286      | Rilliards        | 14,48            | 31 479 (2022)                     | 2 174              |
| Rochetaillée-sur-Saône     | 69168      | Rochetaillards   | 1,29             | 1 546 (2022)                      | 1 198              |
| Saint-Cyr-au-Mont-d'Or     | 69191      | Saint-Cyrôts     | 7,29             | 6 113 (2022)                      | 839                |
| Saint-Didier-au-Mont-d'Or  | 69194      | Désidériens      | 8,34             | 7 405 (2022)                      | 888                |
| Sainte-Foy-lès-Lyon        | 69202      | Fidésiens        | 6,83             | 21 893 (2022)                     | 3 205              |
| Saint-Fons                 | 69199      | Saint-Foniards   | 6,06             | 19 549 (2022)                     | 3 226              |
| Saint-Genis-Laval          | 69204      | Saint-Genois     | 12,92            | 21 329 (2022)                     | 1 651              |
| Saint-Genis-les-Ollières   | 69205      | Saint-Genois     | 3,74             | 5 370 (2022)                      | 1 436              |
| Saint-Germain-au-Mont-d'Or | 69207      | Saint-Germinois  | 5,43             | 3 037 (2022)                      | 559                |
| Saint-Priest               | 69290      | San-Priods       | 29,71            | 49 193 (2022)                     | 1 656              |
| Saint-Romain-au-Mont-d'Or  | 69233      | Saromagnots      | 2,62             | 1 241 (2022)                      | 474                |
| Sathonay-Camp              | 69292      | Sathonards       | 1,96             | 7 039 (2022)                      | 3 591              |
| Sathonay-Village           | 69293      | Sathonards       | 5,15             | 2 418 (2022)                      | 470                |
| Solaize                    | 69296      | Solaizards       | 8,1              | 3 131 (2022)                      | 387                |
| Tassin-la-Demi-Lune        | 69244      | Tassilunois      | 7,79             | 22 819 (2022)                     | 2 929              |
| La Tour-de-Salvagny        | 69250      | Tourellois       | 8,43             | 4 460 (2022)                      | 529                |
| Vaulx-en-Velin             | 69256      | Vaudais          | 20,95            | 52 448 (2022)                     | 2 503              |
| Vénissieux                 | 69259      | Vénissians       | 15,33            | 66 701 (2022)                     | 4 351              |
| Vernaison                  | 69260      | Vernaisonnais    | 4,03             | 5 175 (2022)                      | 1 284              |
| Villeurbanne               | 69266      | Villeurbannais   | 14,52            | 162 207 (2022)                    | 11 171             |

## Transferts vers un autre département
| Département d'origine | Département de rattachement | Communes concernées | Décision                                        |
| --------------------- | --------------------------- | --- | ----------------------------------------------- |
| ISÈRE                 | RHÔNE                       | Colombier-Saugnieu (1 commune) | 5 mars 1971 (Décret)                            |
| AIN                   | RHÔNE                       | Crépieux-la-Pape, Genay, Montanay, Rillieux, Sathonay-Camp et Sathonay-Village (6 communes) | 29 décembre 1967 (Loi) 21 février 1968 (Décret) |
| ISÈRE                 | RHÔNE                       | Chaponnay, Chassieu, Communay, Corbas, Décines-Charpieu, Feyzin, Genas, Jonage, Jons, Marennes, Meyzieu, Mions, Pusignan, Saint-Bonnet-de-Mure, Saint-Laurent-de-Mure, Saint-Pierre-de-Chandieu, Saint-Priest, Saint-Symphorien-d'Ozon, Sérézin-du-Rhône, Simandres, Solaize, Ternay et Toussieu. (23 communes) | 29 décembre 1967 (Loi) 21 février 1968 (Décret) |
| ISÈRE                 | RHÔNE                       | Bron, Vaulx-en-Velin, Vénissieux et Villeurbanne (4 communes) | 24 mars 1852 (Décret)                           |